# Capella del castell de Savassona
La Capella del castell de Savassona és una obra de Tavèrnoles (Osona) inclosa a l'Inventari del Patrimoni Arquitectònic de Catalunya.

## Descripció
Edifici religiós. Capella adossada al mur de migdia de la façana del castell de Savassona. És de planta rectangular i d'una sola nau. La façana es troba orientada a llevant i presenta un portal rectangular al qual s'accedeix a través d'uns graons. Damunt el portal hi ha una gran finestra amb un escut a sobre, el capcer és triangular i coronat per un campanar d'espadanya d'una sola finestra i sense campana. El mur de migdia té una única obertura i s'hi adossa una edificació poligonal amb un portal d'arc rebaixat que duu la data de 1903.
L'escut damunt la finestra duu la data de 1640.
És construïda amb maçoneria, arrebossada i pintada, encara que estigui força deteriorada.
L'estat de conservació és mitjà.

## Història
Aquesta capella forma part del conjunt mil·lenari del Castell de Savassona.
Segons la data que ostenta l'escut podem datar la seva construcció, que fou posterior a la mort de la quarta generació d'Antoni Vilà, essent la seva mare, Marianna d'Olmera, qui dirigí durant uns anys el Castell, que després passà a mans de Galceran de Llupià i de Campllong, cosí d'Antoni IV, que morí de seguida i el deixà a la seva germana Maria Llupià, casada amb Jeroni Ferrer. Així el seu fill Jeroni Ferrer i Llupià va seguir la línia dels barons de Savassona a partir de 1650.
L'edifici annex a la capella és utilitzat com a garatge i es degué construir en temps dels nous propietaris que van adquirir el Castell el 1900.